# Bühl (Feuchtwangen)
Bühl ([byːl] ) ist ein Gemeindeteil der Stadt Feuchtwangen im Landkreis Ansbach (Mittelfranken, Bayern). Bühl liegt in der Gemarkung Dorfgütingen.

## Geografie
Der Weiler liegt am Rödenweiler Mühlbach, einem rechten Zufluss der Sulzach. Der Ort befindet sich auf einer flachhügeligen Ebene aus Grünland mit vereinzeltem Baumbestand und Ackerland. Im Norden verläuft die Bundesautobahn 6, die von einer Solaranlage gesäumt wird. Eine Gemeindeverbindungsstraße führt nach Rödenweiler (0,3 km südlich).

## Geschichte
Bühl lag im Fraischbezirk des ansbachischen Oberamtes Feuchtwangen. Im Jahr 1732 gab es drei Höfe. Grundherr war das Klosterverwalteramt Sulz. An den Verhältnissen hatte sich bis zum Ende des Alten Reiches nichts geändert. Von 1797 bis 1808 unterstand der Ort dem Justiz- und Kammeramt Feuchtwangen.
Mit dem Gemeindeedikt (frühes 19. Jahrhundert) wurde Bühl dem Steuerdistrikt Dombühl und der Ruralgemeinde Dorfgütingen zugeordnet. Im Zuge der Gebietsreform in Bayern wurde Bühl am 1. Januar 1972 nach Feuchtwangen eingemeindet.

## Einwohnerentwicklung
| Jahr      | 001818 | 001840 | 001861 | 001871 | 001885 | 001900 | 001925 | 001950 | 001961 | 001970 | 001987 |
| Einwohner | 23     | 21     | 32     | 28     | 27     | 29     | 24     | 34     | 28     | 17     | 10     |
| Häuser    | 3      | 3      |        |        | 3      | 5      | 6      | 6      | 4      |        | 3      |
| Quelle    | [ 10 ] | [ 11 ] | [ 12 ] | [ 13 ] | [ 14 ] | [ 15 ] | [ 16 ] | [ 17 ] | [ 18 ] | [ 19 ] | [ 1 ]  |

## Religion
Der Ort ist seit der Reformation evangelisch-lutherisch geprägt und bis heute nach St. Maria (Dorfgütingen) gepfarrt. Die Einwohner römisch-katholischer Konfession sind nach St. Ulrich und Afra (Feuchtwangen) gepfarrt.